# Biały terror w Rosji

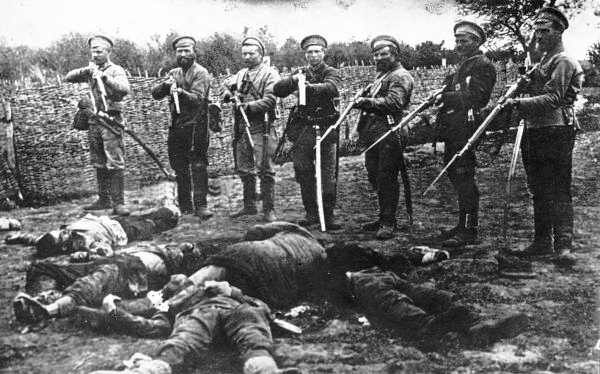
Egzekucja działaczy bolszewickich dokonana przez Kozaków pod dowództwem atamana Aleksandra Dutowa w 1918

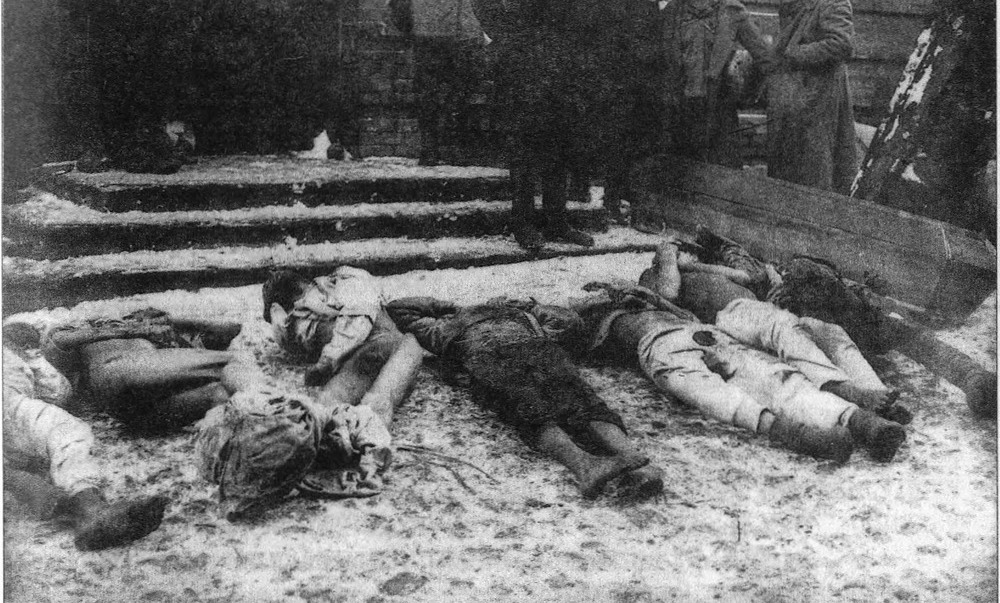
Ciała ofiar białego terroru w Bachmucie w 1919

Biały terror w Rosji – termin odnoszący się do aktów przemocy i zbrodni popełnianych przez Białych podczas rosyjskiej wojny domowej. Liczbę ofiar białego terroru w Rosji szacuje się na od 20 000 do 100 000 zabitych. Inne, mniej wiarygodne wyliczenia, mówią nawet o 300 000 ofiar. Znaczna część zbrodni została popełniona przez formacje kozackie.
Rosyjski historyk Siergiej Mielgunow określił biały terror mianem ekscesów powodowanych chęcią zemsty, ponieważ jego zdaniem, w przeciwieństwie do czerwonego terroru, ten nie pochodził bezpośrednio od władz kontrrewolucyjnych. Natomiast represje kierowane przez bolszewików był utrwalone szeregiem wcześniejszych dekretów i zarządzeń.

## Biały terror

### Południowa i zachodnia Rosja
Na początku 1918, podczas pierwszego marszu kubańskiego, gen. Ławr Korniłow wydał swoim wojskom rozkaz niebrania jeńców bolszewickich. Jednocześnie nakazał, aby nie zabijać rannych. Po objęciu dowództwa nad Armią Ochotniczą przez Antona Denikina, prasa antybolszewicka nawoływała do przemocy wobec ludności pochodzenia żydowskiego, której zarzucano wspieranie komunistów. Na Ukrainie wybuchła jedna z największych w historii fal pogromów, podczas której Biali oraz ukraińscy nacjonaliści pod wodzą Semena Petlury wymordowali kilkadziesiąt tysięcy Żydów.
Według Waltera Laqueura, po wyparciu bolszewików w kwietniu 1918 znad Donu, wojska białych Kozaków pod dowództwem Piotra Krasnowa wymordowały 45 000 osób.

### Wschodnia Rosja
Po przejęciu w listopadzie 1918 dyktatorskiej władzy wojskowej przez admirała Aleksandra Kołczaka, rozpoczęto serię prześladowań wobec rewolucjonistów i działaczy lewicowych. Na Syberii licznych zbrodni dopuszczały się formacje kozackie, którymi dowodzili Grigorij Siemionow i Aleksandr Dutow. O terrorze generała Siemionowa informował gen. William S. Graves, dowódca amerykańskich sił interwencyjnych w Rosji.

## Upamiętnienie ofiar białego terroru
W Rosji, na Ukrainie i Białorusi znajduje się wiele pomników poświęconych ofiarom białego terroru.